# San Fernando (Romblon)
San Fernando è una municipalità di quarta classe delle Filippine, situata nella Provincia di Romblon, nella regione di Mimaropa.
San Fernando è formata da 12 baranggay:
- Agtiwa
- Azagra
- Campalingo
- Canjalon
- España
- Mabini
- Mabulo
- Otod
- Panangcalan
- Pili
- Poblacion
- Taclobo